# Arkadien (Stück)
Arkadien (engl.: Arcadia) ist ein Theaterstück von Tom Stoppard aus dem Jahr 1993.
Uraufgeführt wurde das Stück am 13. April 1993 im Royal National Theatre in London.

## Inhalt
Das Stück spielt zwischen 1809 und 1812 in England auf dem Herrensitz der Familie Croom, die zur englischen Gentry gehört. Sidley Park soll in einen romantischen Landschaftsgarten nach dem Geschmack der Zeit umgestaltet werden.
Zwischen den beteiligten Personen, Lord Byron, dem Hauslehrer Septimus Hodge, Lady Croom und der jungen Thomasina Coverly, einem frühreifen mathematisch-physikalischen Genie – alle sind hochgebildet und lieben intellektuelle Debatten – entsteht ein Feuerwerk von geistvollen Dialogen. Diskutiert wird über Probleme des Landschaftsgartens, den freien Willen, den wissenschaftlichen Fortschritt oder die rechte Interpretation des rätselhaften Spruchs Et in Arcadia Ego auf den Bildern Poussins, auf welchen Stoppard im Titel seines Stücks anspielt. Zwischen den Beteiligten entstehen sexuelle Attraktionen, und man spinnt Intrigen, die damit enden, dass einer der Beteiligten im Duell stirbt und Lord Byron fluchtartig England verlässt.
Gegen Ende des 20. Jahrhunderts streiten sich am gleichen Ort zwei Personen, eine passionierte Landschaftsgärtnerin und ein ehrgeiziger Universitätsdozent für englische Literatur, über den Grund, der zu Byrons überstürzter Abreise auf den Kontinent geführt hat. Der Dozent behauptet, Byron habe einen eifersüchtigen Rivalen im Duell erschossen, während seine Kollegin dieser Argumentation nicht folgen kann und ihn schließlich als unseriös und nachlässig arbeitenden Wissenschaftler entlarvt.

## Form
Das Stück ist in sieben Szenen gegliedert. Die Handlung findet auf zwei verschiedenen Zeitebenen zwischen 1809 und 1812 und gegen Ende des 20. Jahrhunderts statt, der Schauplatz ist jedoch immer der gleiche, nämlich der Wintergarten bzw. das Gartenzimmer des Landhauses
Sidley Park.

## Personen
19. Jahrhundert
- Thomasina Coverly, 13 Jahre, später 16
- Septimus Hodge, ihr Lehrer, 22, später 25
- Jellaby, ein Butler mittleren Alters
- Ezra Chater, ein Dichter, 31
- Richard Noakes, ein Landschaftsarchitekt mittleren Alters
- Lady Croom, Mitte dreißig
- Capt. Brice, RN, Mitte dreißig
- Augustus Coverly, 15

20. Jahrhundert
- Hannah Jarvis, eine Autorin und Historikerin, Ende dreißig
- Chloë Coverly, 18
- Bernard Nightingale, ein Historiker, Ende dreißig
- Valentine Coverly, 25 bis 30 Jahre alt
- Gus Coverly, 15

## Rezeption
Die Uraufführung des Stückes am Royal National Theatre 1993 unter der Regie von Trevor Nunn wurde von der englischen Presse mit großen Vorablorbeeren gefeiert. Im Guardian wurde doppelseitig für eine Neubewertung des Werkes von Stoppard geworben und dieser „als Schriftsteller mit Angst vor kosmischer Unordnung und dem Hunger nach einer Art nachchristlichem Wertesystem“ gerühmt. Die Times veröffentlichte einen „Führer für Theatergänger“ mit einer Erklärung der wichtigsten physikalischen Grundbegriffe, auf die Arcadia anspielt.
Der Spiegel lobte in seiner Kritik des Stückes vom 19. April 1993 die bemerkenswerte Fähigkeit Stoppards, „sich gehobene Scherze in beliebiger Menge auszudenken“, und hob die wortspielerischen Rededuelle hervor, die „an beste britische Theater-Tradition erinnern“. Sämtliche Figuren des Stückes seien „umfassend gebildet, grotesk geistreich und witzig bis zum Wahn“. Stoppard gelinge es in seinem Stück, die „sexuelle Gier hinter den Masken“ und den Kampf „von Körper und Konvention, ausgetragen mit Mitteln der Konversation“ unterhaltsam zu inszenieren.
In der Rezension im Observer vom 18. April 1993 wird Arcadia als das möglicherweise bislang subtilste Stück Stoppards („may be his finest work to date“) gesehen und dessen humanistischer Instinkt als Schriftsteller („Stoppard's humanist instinct as a writer“) betont.
Die Washington Post kritisierte dagegen in ihrer Theaterkritik vom 20. Dezember 1996 die fehlende dramatische Fähigkeit des Verfassers in der anfänglichen Ausgestaltung der Gespräche, sah jedoch im weiteren Handlungsverlauf des Werkes eine emotionale Vertiefung („there's not much dramatic force to their conversations. But the play deepens emotionally as the evening goes on“).
Das Stück war 2006 in der engeren Auswahlliste zum „besten populären Wissenschaftsbuch aller Zeiten“, das die Royal Institution of Great Britain kürte.
Anlässlich einer Neuaufführung 2009 vergleicht der Daily Telegraph in seiner Internetausgabe vom 6. Juni 2009 Stoppards Werk mit Oscar Wildes The Importance of Being Earnest und betont den Humor, die Eleganz und die schiere Ausgelassenheit („humour, elegance and sheer exuberance“), die Wildes Komödie in nichts nachstehe.
Der Independent rühmte am 15. Juli 2009 das Stück als „the greatest love story on the British stage for decades“ (dt.: „die größte Liebesgeschichte auf der britischen Bühne seit Jahrzehnten“) und betrachtete Arcadia als eines der bedeutendsten englischen Theaterstücke unserer Zeit.
Die New York Times lobte am 17. März 2011 in ihrer Kritik einer Broadway-Aufführung den Einfallsreichtum („ingenuity“) und die zeitwandelnde Gestaltungsfähigkeit des Verfassers („Stoppard’s time-traveling craftsmanship“) sowie die „emotionale Tiefe“ des Stückes („emotional depth“), das den unstillbaren menschlichen Drang zum Ausdruck bringe, Wissen zu erlangen, sei es in sexueller, mathematischer, historischer oder metaphysischer Hinsicht („the unquenchable human urge to acquire knowledge, whether carnal, mathematical, historical or metaphysical“).
Auch Lyn Gardner betont in ihrer Theaterkritik im Guardian vom 20. April 2014, dass Stoppards Werk von den Kritikern regelmäßig zu Recht als „eines der großen Stücke der letzten 50 Jahre und unumstrittenes Meisterwerk des Verfassers“ („one of the great plays of the last 50 years, and the playwright's undisputed masterpiece“) eingeschätzt werde. In dem Spiel voller Ideen werde das Klassische mit dem Romantischen, die Wissenschaft mit der Dichtung und die Vergangenheit mit der Gegenwart kontrastiert, um zu ergründen, was uns menschlich mache und unsere Entschlossenheit präge, trotz der sich anbahnenden Dunkelheit und Kälte des Universums weiter zu tanzen („exploring what it is that makes us human and our determination to keep dancing even as the darkness gathers and the universe grows cold“).

## Englisch Ausgaben (Auswahl)
- Tom Stoppard: Arcadia. Faber and Faber, London 1993.
- Tom Stoppard: Arcadia. Samuel French, New York und London 2011, ISBN 978-0-573-69566-7.

## Deutsche Ausgaben
- Arkadien. Übers. von Frank Günther. Jussenhoven & Fischer 1993, ISBN 978-3-930226-00-9